# Enrique Falconí Mejía
Enrique Falconí Mejía był peruwiańskim politykiem w latach 70'. Alkad Limy w latach 1977–1978.